# Мігель Анхель Гонсалес (боксер)
Мігель Анхель Гонсалес (ісп. Miguel Ángel González, 15 листопада 1970) — мексиканський професійний боксер, чемпіон світу за версією WBC (1992—1996) в легкій вазі.

## Професіональна кар'єра
Дебютував на профірингу 1989 року. Впродовж 1989—1992 років провів 25 переможних боїв. 24 серпня 1992 року в бою проти Вілфрідо Роха завоював вакантний титул чемпіона світу за версією WBC в легкій вазі.
Впродовж 1992—1995 років здобув дванадцять перемог поспіль, десять з яких були захистами титулу (в двох з них нокаутував майбутніх чемпіонів світу Жана Батиста Менді (Франція) та Лівандера Джонсона (США)).
1996 року відмовився від звання чемпіона, перейшовши до наступної вагової категорії.
18 січня 1997 року вийшов на бій проти чемпіона WBC в першій напівсередній вазі Оскара Де Ла Хойя і програв одностайним рішенням суддів.
7 березня 1998 року отримав другу спробу здобути титул чемпіона світу за версією WBC в першій напівсередній вазі в бою проти Хуліо Сезар Чавеса, але їхній поєдинок за вакантний титул завершився внічию.
21 серпня 1999 року втретє вийшов на бій за вакантне звання чемпіона світу WBC в першій напівсередній вазі проти Кості Цзю і програв нокаутом в десятому раунді.